# ديبلوكولس
ديبلوكولس (بالإنجليزية: Diplocaulus)‏، هو جنس منقرض من البرمائيات البدائية، يتميز برأسه التي على شكل زعانف منبسطة تشكلت من عظمتين طويلتين خلف الرأس، ولديه أربعة سيقان قصيرة وذيل مسطح وقصير، وبلغ طوله حوالي المتر، آكل للحشرات ومن المحتمل الأسماك أيضا. مثل كل البرمائيات لا بد أن يعيش قرب الماء حيث أن بيض البرمائيات ليس له قشرة للحماية ويجب أن يوضع في الماء أو في مناطق رطبة جدا، وإلا جفت وماتت.
عاش من أواخر العصر الكربوني وحتى أواخر العصر البرمي قبل 270 مليون سنة تقريباً قبل فترة طويلة من ظهور الديناصورات. وُجدت متحجراته في تكساس بالولايات المتحدة الأمريكية، في أمريكا الشمالية.

## معرض الصور

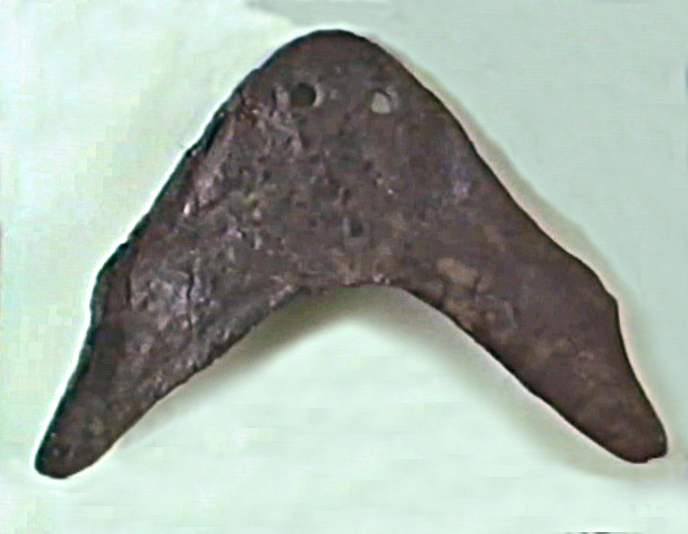
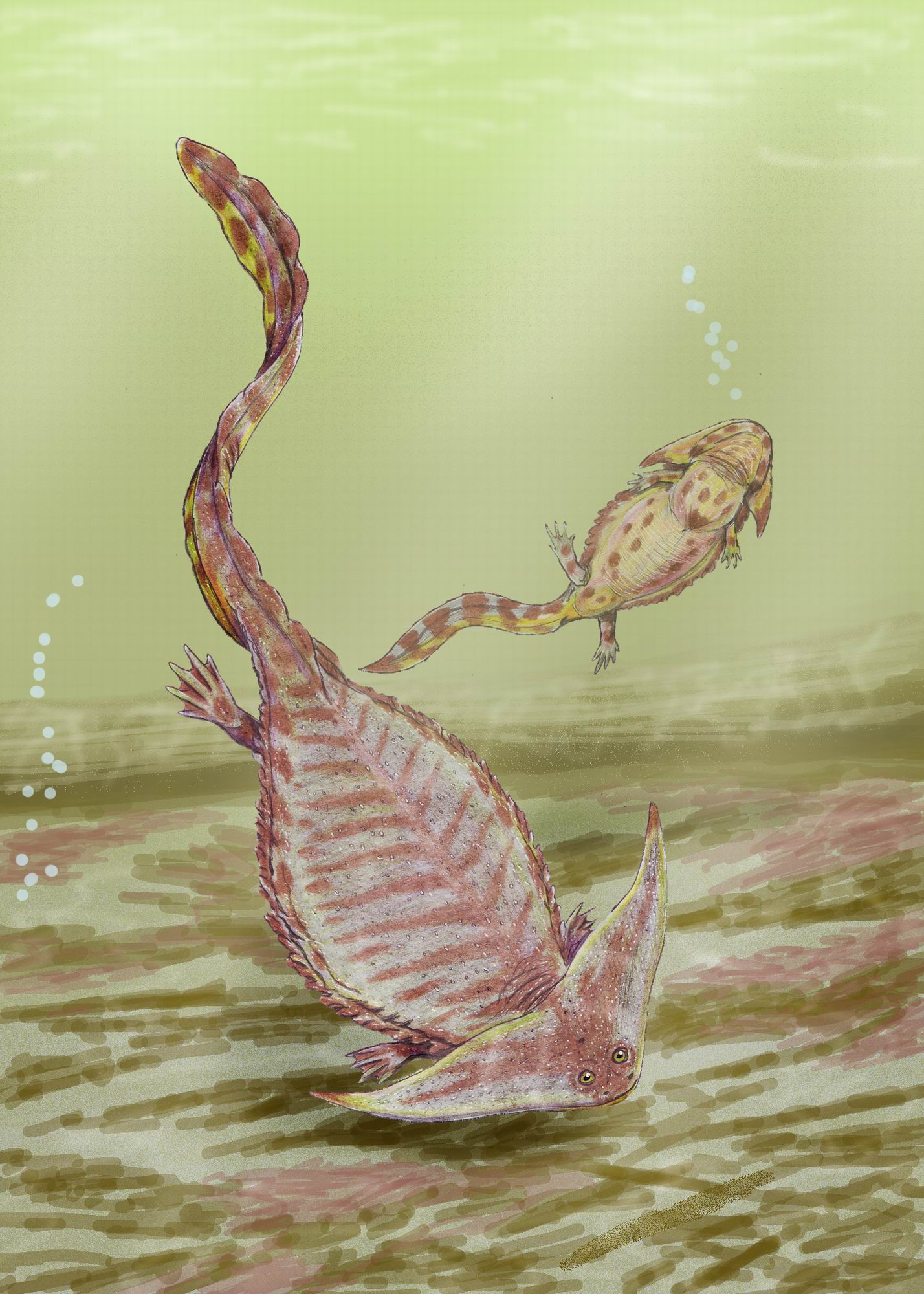
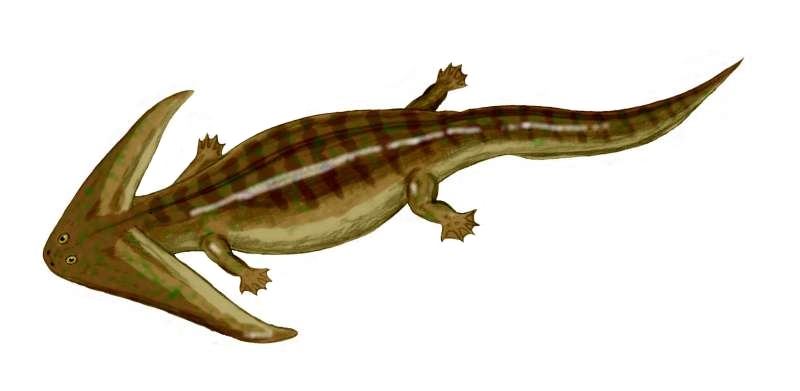